# ستيفن غريني
ستيفن غريني (بالإنجليزية: Stephen Greene)‏ هو سياسي كندي، ولد في 8 ديسمبر 1949 في مونتريال في كندا. حزبياً، نشط في حزب المحافظين الكندي. وقد انتخب عضو مجلس الشيوخ الكندي.